# 數寄屋造

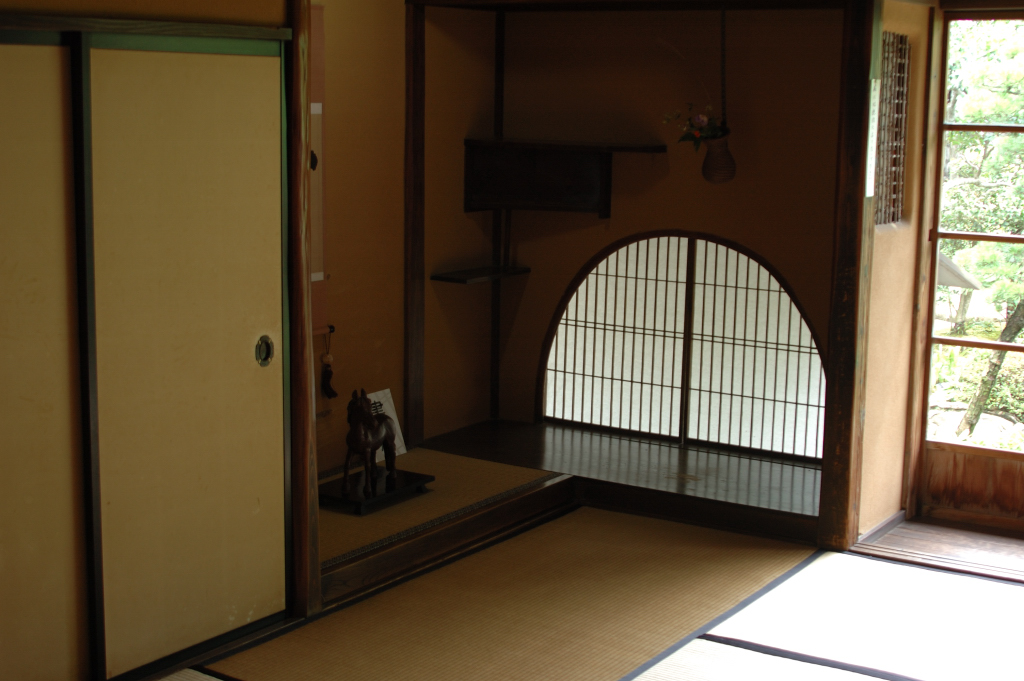
住宅的數寄屋風床之間（小泉八雲舊居）

數寄屋造（日语：／ Sukiyazukuri）是日本建築樣式之一。融入數寄屋（茶室）風格的住宅樣式。
語源的「數寄」（數奇）是喜好和歌、茶道或花道等風雅之事，「數寄屋」是「任憑喜好建造的家」，成為茶室之意。

## 歷史
稱作數寄屋的茶室出現在安土桃山時代。原本稱大多在四疊半以下的小規模茶座敷為「數寄屋」。當時是書院造備有床之間、棚、付書院等，講究豪華用於顯示身分序列、階級的時代。但是，茶人排斥重形式的意匠、豪華的裝飾，喜好輕妙灑脫的數寄屋。當時的數寄屋在使用庶民的住宅材料、不講究技術之下成立，但是，現在成為特別高價、講求高度技術的高級建築的代名詞。
江戶時代以降，從茶室成為住宅等建築。現代，料亭、住宅也模仿數寄屋建築建造。

## 代表的遺構
- 桂離宮新書院
- 修學院離宮
- 伏見稻荷大社御茶屋（重要文化財）
- 曼殊院書院
- 臨春閣（舊紀州德川家藩別邸、移築三溪園）
- 角屋